# Francesca da Rimini (Mercadante)
Francesca da Rimini ist eine Oper in zwei Akten von Saverio Mercadante (Musik) mit einem Libretto von Felice Romani. Obwohl sie 1830/31 fertiggestellt wurde, kam es zu Lebzeiten des Komponisten nicht zur Aufführung. Nachdem die Oper 2011 wiederentdeckt worden war, folgte während des Festival della Valle d’Itria am 30. Juli 2016 die Uraufführung im Palazzo Ducale in Martina Franca.

## Handlung

### Erster Akt
Lanciotto [Sohn des Malatesta, Herren von Rimini] kehrt aus dem Krieg [zwischen Rimini und Ravenna] zurück und stößt auf seine betrübte Ehefrau Francesca. Seinen Bruder Paolo lässt er Verdacht schöpfend wissen, dass er den Verräter bestrafen werde. Inspiriert von der Sage um Lancelot und Ginevra [im Artusroman] begehen Francesca und ihr Schwager Paolo Ehebruch. Lanciotto ertappt beide in flagranti.

### Zweiter Akt
Francesca und Paolo werden in den Kerker geworfen und sollen hingerichtet werden. Francescas Vater Guido [Herr von Ravenna], der die Hochzeit einst arrangierte, interveniert zugunsten seiner Tochter. Diese wurde angehalten einen Friedensvertrag zwischen Rimini und Ravenna zu unterzeichnen und ins Kloster zu gehen. Auf dem Weg dorthin trifft sie erneut den verzweifelten Paolo, dem sie bei Lanciottos Ankunft ewige Liebe schwört. Francesca wird im Zuge eines Handgemenges der Brüder durch Paolos Schwert tödlich verletzt. Paolo begeht daraufhin Suizid.

## Orchesterbesetzung
- Holzbläser: Flöten I & II (Piccoloflöte), zwei Oboen, Englischhorn, zwei Klarinetten, zwei Fagotte
- Blechbläser: vier Hörner, zwei Trompeten, drei Posaunen
- eine Pauke
- eine Harfe
- Streicher: Violinen I & II, Bratschen, Violoncelli, Kontrabässe

## Werkgeschichte

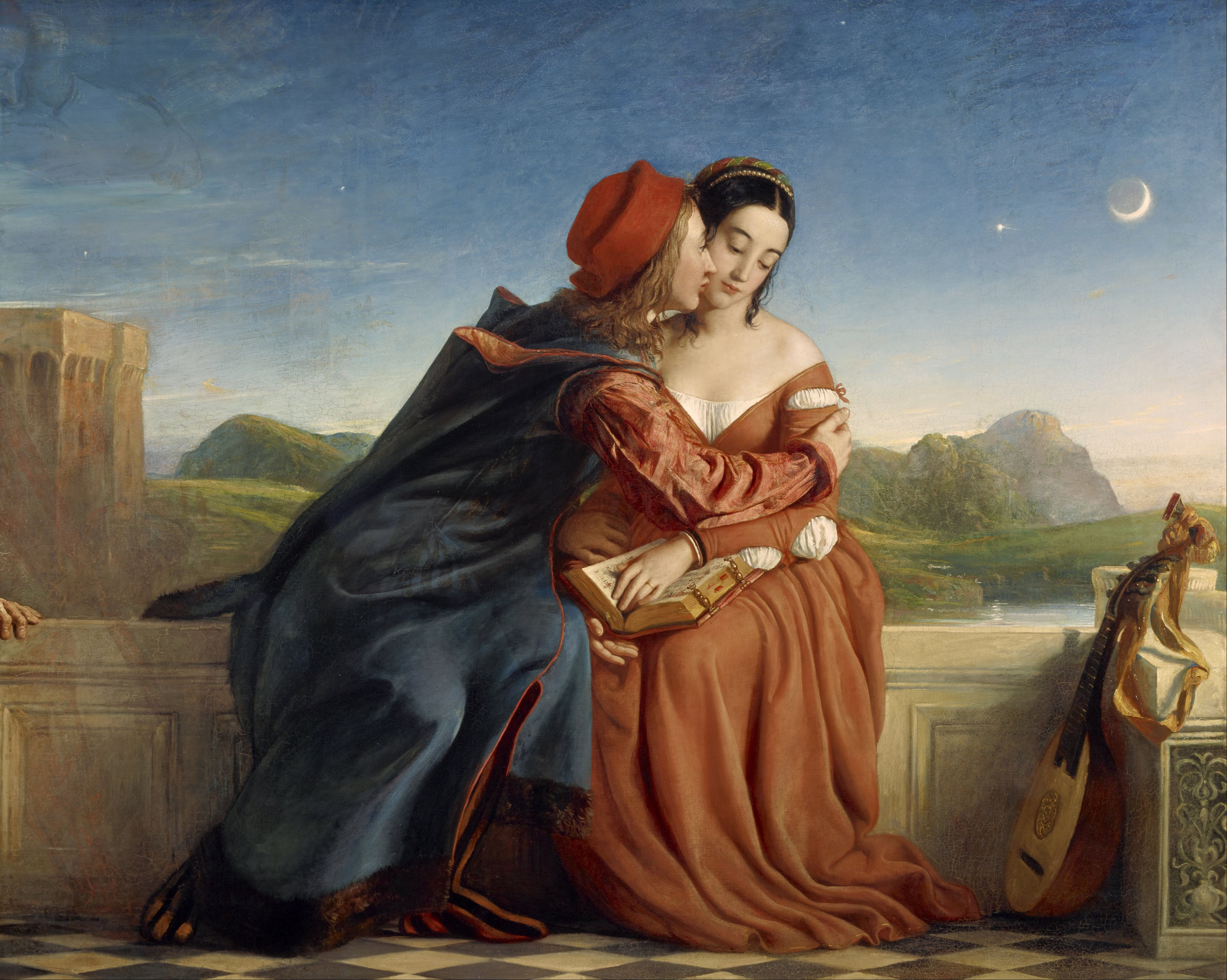
Francesca da Rimini, von William Dyce, Öl auf Leinwand, 1837

Der italienische Opernkomponist Saverio Mercadante (1795–1870) setzte sich in seinen Werken Francesca da Rimini, Zaira und I Normanni a Parigi mit Vincenzo Bellini auseinander. Er schuf die Oper Francesca da Rimini am Ende seiner zweiten spanischen Schaffensperiode 1830/31, während der Librettist Felice Romani (1788–1865) ein bereits 1820 für Giacomo Meyerbeer entworfenes, dann indes zensiertes und später angepasstes Libretto beisteuerte. Dieses orientierte sich an dem tragischen Schicksal Francesca da Riminis und ihres Liebhabers, das im Mittelalter Eingang in Dantes Göttliche Komödie (5. Gesang des Inferno) fand. Durch Direktoren- und Sängerrivalitäten in Madrid u. a. um die Primadonna Adelaide Tosi konnte Mercadantes Werk nicht uraufgeführt werden. Im April 1831 zog es ihn zurück nach Italien, wo er Planungen für eine Uraufführung an der Mailänder Scala vorbereitete. Aufgrund von Honorarstreitigkeiten und dem plötzlichen Tod des Impresarios scheiterte auch dieses Projekt. Die Partitur kam ihm abhanden und Francesca da Rimini geriet praktisch 185 Jahre in Vergessenheit.
Im Zuge der Auseinandersetzung mit dem Bühnenwerk Mercadantes seit den 1970er Jahren wurden jüngst auch einige Opern wiederaufgeführt. 2011 wurde das Manuskript bzw. das Autograph der bisher unaufgeführten Oper Francesca da Rimini zunächst in Madrid und dann in Bologna wiederentdeckt. Riccardo Muti sollte die moderne Erstaufführung des Werkes übernehmen, dieser entschied sich jedoch für I due Figaro bei den Salzburger Pfingstfestspielen. Die Wexford Festival Opera in Irland musste 2012 aufgrund von Meinungsverschiedenheiten von einer geplanten Aufführung absehen.
So fand schließlich am 30. Juli 2016 während des 42. Festival della Valle d’Itria im Innenhof des Palazzo Ducale in Martina Franca die Uraufführung unter der musikalischen Leitung Fabio Luisis statt. Die Regie, das Bühnenbild und die Kostüme übernahm Pier Luigi Pizzi, für die Choreographie war Gheorghe Iancu zuständig. Leonor Bonilla (Francesca), Aya Wakyzono (Paolo) und Merto Sungu (Lanciotto) sangen die Hauptpartien. Die Aufführung wurde durch die Rundfunkanstalt RAI live mitgeschnitten und 2017 beim Label Dynamic als Doppel-DVD ersteingespielt.
Die österreichische Erstaufführung erfolgte am 28. Dezember 2022 bei den Tiroler Festspielen in Erl in einer Inszenierung von Hans Walter Richter. In Kooperation und gleicher Ausstattung fand die deutsche Erstaufführung am 26. Februar 2023 an der Oper Frankfurt statt (Dirigent: Ramón Tebar).
Elisabetta Pasquini, Musikhistorikerin an der Universität Bologna, veröffentlichte 2015 eine kritische Edition des Werkes in einer Reihe zur Neapolitanischen Schule bei Ut Orpheus Edizioni.

## Diskographie
- Leonor Bonilla, Aya Wakizono, Merto Süngü, Antonio Di Matteo, Larisa Martinez, Ivan Ayon Rivas, Orchestra Internazionale d’Italia, Fabio Luisi, Coro della Filarmonica di Stato „Transilvania“ di Cluj-Napoca, Cornel Groza, 2016 (live / Uraufführung); erschienen als DVD (2) und CD (3) bei Dynamic 2017.